# Schnackenburg
Schnackenburg – miasto położone w niemieckim kraju związkowym Dolna Saksonia w powiecie Lüchow-Dannenberg. Należy do gminy zbiorowej (niem. Samtgemeinde) Gartow. Jest najmniejszym miastem Dolnej Saksonii i jednym z najmniejszych miast Niemiec. Najbardziej na wschód położona gmina kraju związkowego.

## Położenie geograficzne
Schnackenburg leży we wschodniej części powiatu Lüchow-Dannenberg. Jest najbardziej na wschód wysuniętym miastem Dolnej Saksonii. Sąsiaduje od zachodu z gminą Gartow. Na rzece Łabie graniczy od północy z Brandenburgią, w tym z gminą Lanz i miastem Lenzen (Elbe) z urzędu Lenzen-Elbtalaue w powiecie Prignitz. Od południowego wschodu i południa graniczy z Saksonią-Anhalt, w tym z gminami Aulosen i Gollensdorf ze wspólnoty administracyjnej Seehausen (Altmark) w powiecie Stendal. W mieście wpływa do Łaby rzeka Aland, jej lewy dopływ.

## Podział miasta
Miasto Schnackenburg składa się od reformy obszarów gminnych w 1972 z czterech wcześniej samodzielnych miejscowości: Gummern, Holtorf, Kapern i Schnakenburga.

## Historia
Schnackenburg był pierwotnie osadą słowiańską. Na tym terenie zamieszkiwało plemię Drzewian. Nazwa miejscowości świadczy o korzeniach słowiańskich. Pierwotna nazwa to Godegord lub Godegard. Gord lub gard jest określeniem grodu (patrz: Stargard lub Starogard Gdański). Natomiast gode oznaczało gada lub węża, co daje nazwę Gadzi Gród, która w języku dolnoniemieckim brzmi Schnackenburg. W okresie podziału Niemiec 1949 – 1990 w Schnackenburgu istniał punkt kontroli granicznej i celnej dla transportu wodnego na Łabie. Teraz znajduje się tu muzeum Grenzlandmuseum (pol. „Muzeum Graniczne”) ze zbiorami dotyczącymi okresu podziału Niemiec.

## Zabytki
- w Altes Fischerhaus znajduje się Muzeum Graniczne (Grenzlandmuseum)
- kościół Św. Mikołaja (Sankt-Nikolai-Kirche) z końca XII wieku

## Transport
Schnackenburg leży na końcu drogi krajowej B493 prowadzącej z Uelzen. W Schnackenburgu istnieje przeprawa promowa na prawy brzeg Łaby do Lanz w Brandenburgii.